# Guts Over Fear
Singles de Eminem
Calm Down
(2014) Detroit vs. Everybody
(2014)
Singles par Sia
Chandelier
(2014) Big Girls Cry
(2014)
Guts Over Fear est une chanson du rappeur américain Eminem en duo avec la chanteuse australienne Sia. C'est le premier single extrait de la compilation du label Shady Records, Shady XV. Il est sorti le 25 août 2014 sur iTunes, le même jour où Eminem annonce la sortie de l'album.

## Sortie et promotion
En août 2014, Eminem publie sur sa page Facebook une bande-annonce du film Equalizer ainsi qu'un extrait de la chanson, enregistrée spécialement pour le film. La chanson est utilisée pour la bande-annonce et dans le générique de fin du film.

## Clip vidéo
Le clip de la chanson est réalisé par Syndrome, qui avait déjà travaillé avec Eminem pour les vidéos de 3 a.m. et Crack a Bottle en 2009. Le clip a été tourné à Détroit. Il met en scène un homme connaissant des difficultés financières et professionnelles. Alors qu'il est renvoyé de son travail de plongeur, il décide de monter sur le ring pour boxer. À la fin du clip, il s’apprête à combattre et porte un peignoir estampillé « XV ». Sia n’apparaît pas dans le clip, c'est Winnie Harlow, mannequin atteinte du vitiligo, qui la « remplace ».

## Classements hebdomadaires
| Classement (2014)                       | Meilleure position |
| --------------------------------------- | ------------------ |
| Allemagne (Media Control AG)            | 35                 |
| Australie (ARIA)                        | 22                 |
| Autriche (Ö3 Austria Top 40)            | 53                 |
| Belgique (Flandre Ultratop 50 Singles)  | 15                 |
| Belgique (Wallonie Ultratop 50 Singles) | 27                 |
| Canada (Hot 100)                        | 9                  |
| Danemark (Tracklisten)                  | 22                 |
| États-Unis (Hot 100)                    | 22                 |
| États-Unis (Digital Songs)              | 6                  |
| États-Unis (Rap Songs)                  | 3                  |
| France (SNEP)                           | 10                 |
| Hongrie (Rádiós Top 40)                 | 24                 |
| Nouvelle-Zélande (RMNZ)                 | 22                 |
| Tchéquie (IFPI Rádio)                   | 87                 |
| Royaume-Uni (UK Singles Chart)          | 10                 |
| Slovaquie (IFPI Rádio)                  | 85                 |
| Suède (Sverigetopplistan)               | 40                 |
| Suisse (Schweizer Hitparade)            | 30                 |